# Federico Domínguez (calciatore 1991)
Federico Domínguez (Villa María, 17 maggio 1991) è un calciatore argentino, centrocampista dell'Ilvamaddalena.

## Carriera
Ha giocato nella massima serie dei campionati argentino, cipriota e boliviano.